# 인천석암초등학교
인천석암초등학교(仁川石岩初等學校)는 대한민국 인천광역시 미추홀구에 있는 공립 초등학교이다.

## 연혁
- 1969년 3월 3일 : 개교